# 横贯加拿大输气管道

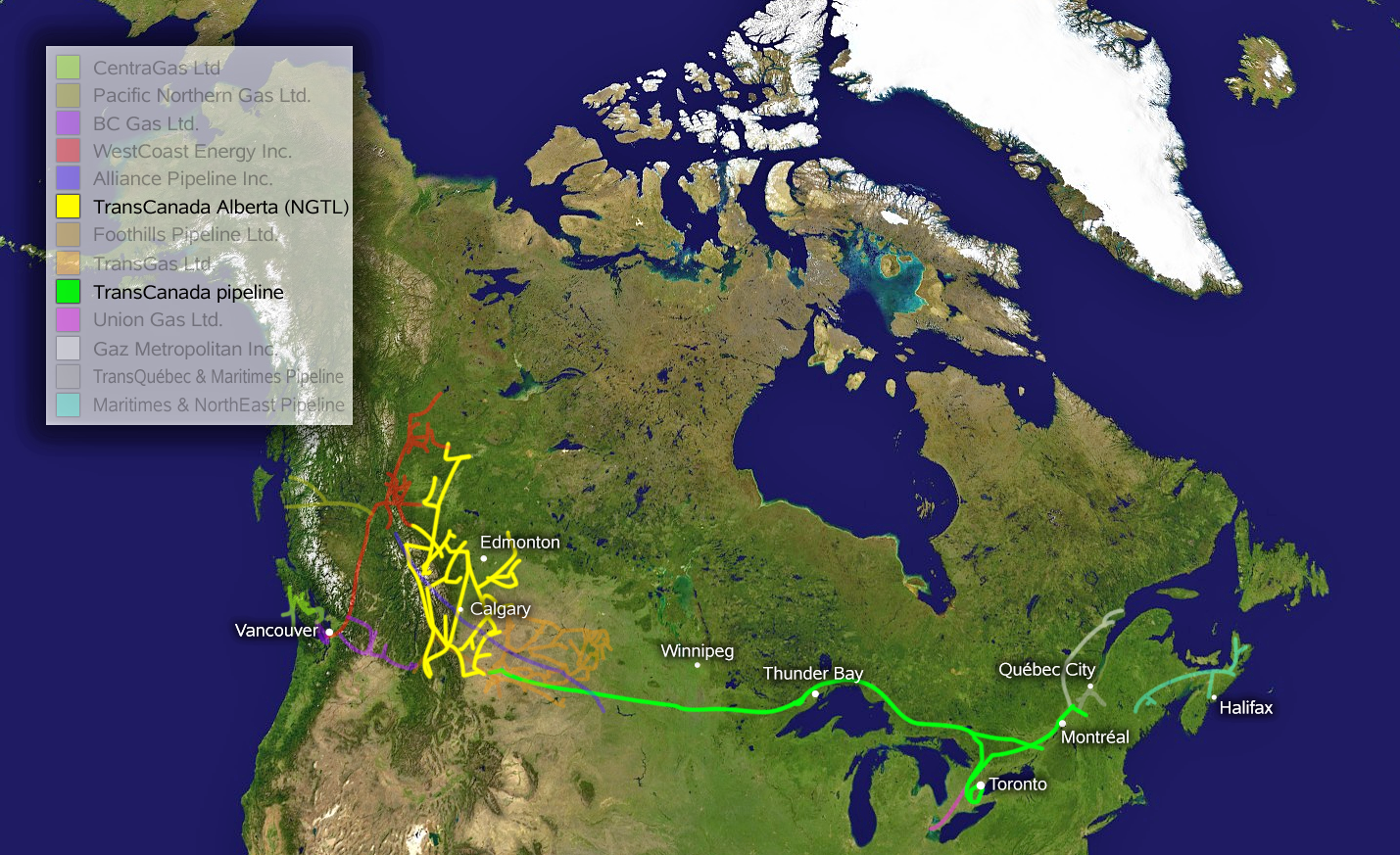
横贯加拿大输气管道

横贯加拿大输气管道是加拿大境內的一個天然气道系统，其直径达1.2米，它贯穿艾伯塔省、薩斯喀徹溫省、曼尼托巴省、安大略省和魁北克省。该管道由TransCanada PipeLines, LP负责维护，它是加拿大最长的管道。該管道于1951年开始设计，1956年动工，1958年主体工程完工。